# جون كيث بريدغز
جون كيث بريدغز (بالإنجليزية: John Keith Bridges)‏ هو لاعب دوري الرغبي بريطاني، ولد في 2 أبريل 1952 في Pontefract ‏ في المملكة المتحدة.